# Taulov Kirke
Taulov Kirke er en kirke i Taulov ca. 10 km sydvest for Fredericia.
Kirken er en gammel middelalderkirke, fra ca 1170 som indvendigt blev totalt renoveret i 1999. Karakteristisk for kirken er det rundkirkeagtige gravkapel, der som en apsis slutter sig til korets østside.
Kor og skib er i romansk stil med to sengotiske tilbygninger, et kraftigt tårn mod vest og et stort våbenhus, opbygget af gule munkesten, ud for syddøren.
De romanske bygningsdele er opført af veltilhugne granitkvadre på en skråsokkel.
Kirkens altertavle er fra 1686 og er formodentlig udført af Hans Nielsen Bang i Middelfart.
Kirken ligger højt i det bakkede landskab, med udsigt ned mod Kolding Fjord